# Paul Boll

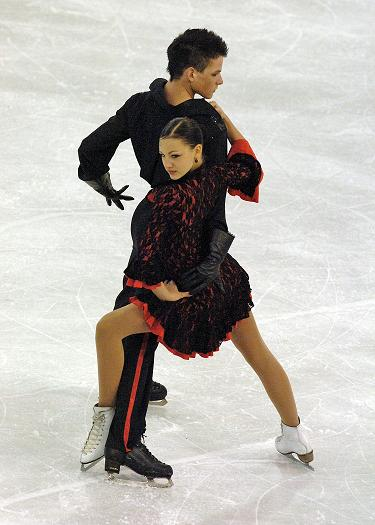
Tanja Kolbe und Paul Boll hier bei den Junioren-Weltmeisterschaften 2006 in Ljubljana bei dem Kürtanz

Paul Boll (* 13. November 1986 in Berlin, Deutschland) ist ein ehemaliger deutscher Eiskunstläufer.

## Biografie
Paul Boll ist Eistänzer. Von 2003 an lief er zusammen mit Tanja Kolbe. Davor war seine Eistanzpartnerin Rina Thieleke. Er startet für den SC Berlin. Der Trainer von Paul Boll und Tanja Kolbe war der frühere mehrfache Deutsche Meister im Eistanzen Hendryk Schamberger. Sie arbeiteten in der Saison 2004/2005 außerdem zusammen mit den Trainern Anjelika Krylova (russische Eistanz-Weltmeisterin 1998 und 1999) und Pasquale Camerlengo (früherer italienischer Landesmeister im Eistanzen). Pasquale Camerlengo war einer ihrer Choreografen. Das Paar trennte sich 2006.
Von März 2007 bis Mitte 2008 trainierte Paul Boll mit der Russin Ksenia Antonowa. Verletzungsbedingt konnte das Paar an Meisterschaften nicht teilnehmen. Nach der Trennung von Antonowa lief Paul Boll mit der französischen Juniorenmeisterin 2008 Maureen Ibanez.
Ab November 2008 arbeitete er ein Jahr als Double für die RTL-Seifenoper Alles was zählt. Er beendete 2009 seine aktive Laufbahn als Eistänzer und legte im Frühjahr 2009 seine C-Lizenz als Trainer ab.
Paul Boll arbeitet als Choreograf im Eiskunstlaufen. In der Saison 2023/2024 choreografierte er die Programme von Minerva Fabienne Hase/Nikita Volodin, die in ihrer ersten gemeinsamen Saison das Grand-Prix-Finale in Peking gewannen und WM-Bronze im kanadischen Montreal.
Er arbeitete außerdem mit:
- Minerva Fabienne Hase/Nikita Volodin[1]  Deutschland
- Minerva Fabienne Hase/Nolan Seegert[2][3]  Deutschland
- Ioulia Chtchetinina/Michał Woźniak[4]  Polen
- Paul Fentz[5][3]  Deutschland
- Kelly Ann Laurin/Loucas Éthier[6]  Kanada
- Brooke McIntosh/Marco Zandron[7]  Spanien
- Miriam Ziegler/Severin Kiefer[8][3]  Österreich
- Stina Martini/Severin Kiefer[3]  Österreich
- Sophia Schaller/Livio Mayr  Österreich
- Mario-Rafael Ionian[9][3]  Österreich
- Thomas Stoll[3]  Deutschland
- Michel Tsiba[3]  Niederlande
- Daria Danilova/Michel Tsiba Niederlande
- Mari Vartmann/Aaron Van Cleave[10]  Deutschland
- Ria Schiffner/Julian Salatztki[11]  Deutschland
- Minori Yuge/Jannis Bronisefski[3]  Deutschland

## Erfolge bzw. Ergebnisse
mit Tanja Kolbe
| Wettbewerb/Wintersaison        | 2003–2004 | 2004–2005 | 2005–2006 |
| ------------------------------ | --------- | --------- | --------- |
| Juniorenweltmeisterschaften    |           |           | 16.       |
| Deutsche Meisterschaften       | 1. NB     | 3. J.     | 1. J.     |
| Nordic Championships           |           | 2. J.     |           |
| Junior Grand Prix, Estland     |           |           | 8.        |
| Junior Grand Prix, Kanada      |           |           | 6.        |
| Junior Grand Prix, USA         |           | 8.        |           |
| Junior Grand Prix, Deutschland |           | WD        |           |

- J = Junioren; NB = Nachwuchs B; WD = zurückgezogen

mit Cindy Gebert
| Wettbewerb/Wintersaison  | 2001–2002 | 2002–2003 |
| ------------------------ | --------- | --------- |
| Deutsche Meisterschaften | 3.Na      | 2.No      |

- Na = Nachwuchs, No = Novizen